# MaRTE OS
MaRTE OS est un système temps réel écrit en Ada qui suit les recommandations d'un sous-ensemble de la norme POSIX.13. Il permet d'exécuter des applications embarquées écrites en Ada ou en C.
Voici ses principales caractéristiques :
- fondé sur la "toolchain" AdaCore GNU.
- implémente l'annexe temps-réel de Ada2005 :
  - pthreads, mutex, condvars...
  - tous ces services ont un temps de réponse défini (y compris l'allocation de mémoire avec TLSF).
- disponible sous la licence GNU General Public License 2.

Ce système d'exploitation fonctionne soit directement sur PC soit sous émulateur.